# Claude Antoine Dacosta
Claude Antoine Dacosta (1931 - 1 de maio de 2007) foi um político congolês que serviu como primeiro-ministro da República do Congo de 6 de dezembro de 1992 a 23 de junho de 1993.